# Julian Zawodziński
Julian Zawodziński (ur. 12 kwietnia 1806 w Częstochowie, zm. 1890) – polski malarz, rysownik, nauczyciel rysunku, dagerotypista i działacz kulturalny.

## Życie
Ukończył szkołę elementarną w swojej rodzinnej Częstochowie, a następnie szkołę wydziałową w Wieluniu. W 1822 r., przedostał się do Wolnej Republiki Krakowskiej i rozpoczął studia w krakowskiej Szkole Sztuk Pięknych. Podczas studiów związał się ze środowiskami demokratycznymi i rewolucyjnymi bardzo popularnymi w tym czasie i jak się podkreśla pozostał wiernym tym przekonaniom do końca życia. Studiował pod kierunkiem malarzy Józefa Peszki i Józefa Brodowskiego. Dyplom uzyskał w 1825 r. Zawodziński pragnął kształcić się dalej ale brak środków finansowych mu to uniemożliwił.
Po studiach podjął pracę nauczyciela rysunku w klasach niższych w Białej Podlaskiej. Po roku został zwolniony z powodu swoich przekonań politycznych i rozpoczął starania o uzyskanie stypendium dla kontynuowania studiów artystycznych w Warszawie i zagranicą. W oczekiwaniu na przyznanie stypendium, Zawodziński utrzymywał się jeżdżąc po kraju i malując portrety. W 1826 r., gościł w Rozwadowie, w 1827 r., przebywał we Włodawie i jej okolicach, a w październiku tego samego roku w Janowie. Nie uzyskawszy stypendium podjął w 1828 r., posadę nauczyciela w Pińczowie, którą utracił po upadku powstania listopadowego. Jak podkreślała Krystyna Mierzejewska-Hejke w swoim artykule poświęconym Zawodzińskiemu – „trudno dociec czy Zawodziński brał czynny udział w powstaniu, gdyż jako prześladowany za demokratyczne przekonania, zacierał ślady swojej działalności w tym okresie”.
W 1833 r. Zawodziński przybył do Płocka, z którym związany był już do końca życia. To właśnie w Płocku przez 32 lata z niewielkimi przerwami był nauczycielem rysunku w miejscowym gimnazjum. Był bardzo zaangażowany w pracę z młodzieżą, zarówno w szkole, jak i poza nią. Do jego uczniów należał między innymi – malarz amator Edward Jürgens. W 1841 r., poślubił Karolinę Wilhelminę de Johne i zamieszkał w kamienicy przy Starym Rynku 12.
W 1843 r., dzięki pomocy teścia wyjechał na krótko do Monachium, Drezna i Berlina, gdzie zapoznał się z dagerotypią. Po powrocie do Płocka znalazł się w trudniejszej sytuacji materialnej co wiązało się z ogólną redukcją poborów nauczycielskich w zaborze rosyjskim. W związku z problemami finansowymi, nie przerywając pracy pedagogicznej – założył pracownię dagerotypową w Płocku, a następnie kolejną, istniejącą tylko przez rok – w Warszawie (po roku został wezwany do powrotu, do Płocka przez rodzinę). Były to jedne z pierwszych pracowni dagerotypowych w kraju. Do dzisiejszych czasów zachowało się kilka rozproszonych dagerotypów Zawodzińskiego, między innymi portret jego żony znajduje się w zbiorach Muzeum Mazowieckiego w Płocku.
W 1865 r., po 35 latach pracy nauczycielskiej Zawodziński przeszedł na emeryturę, udzielając jeszcze przez długie lata prywatnych lekcji rysunków. Zaangażował się w tym okresie bardzo żywo w pracę artystyczną oraz działalność kulturalną w Płocku. Do jego najważniejszych dokonań na polu działalności kulturalnej należy zorganizowanie w 1872 r.,  pierwszej wystawy malarstwa w Płocku, na której zaprezentowano 150 obrazów różnych twórców z Płocka i okolic a także z Warszawy, w tym między innymi Rafała Hadziewicza i Aleksandra Gryglewskiego.
Zmarł w 1890 r., w wieku 84 lata i został pochowany na  cmentarzu w Sikorzu.

## Malarstwo
Jak podkreśla Krystyna Mierzejewska-Hejke :

Trudno jest dokonać oceny jego dorobku artystycznego. Malował przede wszystkim portrety, ale również pejzaże, w tych ostatnich starał się stworzyć nastrój wyidealizowany, baśniowy. Posługiwał się głównie techniką pastelową, utrzymując obrazy w tonacji szaro niebieskiej. Największe walory artystyczne reprezentuje autoportret w owalu. Inne prace pomimo poprawności warsztatowej nie posiadają ekspresji, ani cech charakterystycznych przedstawianych osób. Zawodziński był przede wszystkim nauczycielem rysunków i w tym przedmiocie jest bardziej pedagogiem niż indywidualnością artystyczną.

Z prac Zawodzińskiego należy wymienić prawdopodobnie zaginiony, portret Ignacego Kraszewskiego, z którym Zawodziński zetknął się 1826 r., w Białej Podlaskiej. Praca została wykonana na podstawie fotografii i wysłana w podarku – polskiemu pisarzowi, uprzednio zaprezentowana w witrynie księgarni Kempnera w Płocku.
W grudniu 1966 r., dary rodziny Zawodzińskich wraz z pamiątkami i dokumentami ze zbiorów Towarzystwa Naukowego Płockiego prezentowane były na wystawie – Julian Zawodziński – wystawa malarstwa, fotografii i pamiątek – zorganizowanej przez Muzeum Mazowieckie w Płocku.
W zbiorach Muzeum Mazowieckiego znajdują się obrazy pastelowe Zawodzińskiego:
- „Portret szwagra” (nr. inw. 2185, wym. 21,5x16,2 cm)
- „Portret szwagra” (nr. inw. 2187 wym. 21,5x16,5 cm
- „Portret szwagra” (nr. inw. 2188, wym. 21,5x16,5 cm
- „Krajobraz górski” (nr. inw. 2505, wym. 48x60 cm
- „Autoportret” (nr. inw. 2183, wym. 57x47 cm)

## Rodzina
Córka Zawodzińskiego – Wanda (ur. 1841) była nauczycielką rysunku w płockim gimnazjum, a wnuczka Eugenia Wiśniewska malarką – amatorką. Wnuk Karol Wiktor Zawodziński (1890–1949), syn Kazimierza, był poetą i krytykiem literackim.